# Vinchur
Vinchur fou un estat tributari protegit al districte de Nasik a la presidència de Bombai. Estava format per 45 pobles més 3 pobles dins el districte d'Ahmedabad i 2 dins el districte de Poona. La població era de 30.000 habitants. La capital era Vinchur a 20° 07′ N, 74° 17′ E / 20.117°N,74.283°E amb una població de 4.890 habitants el 1881. Fou concedit com estat militar o saranjam a Vittal Rao Shivdeo que es va distingir en la conquesta d'Ahmedabad pels marathes el 1755. El va succeir el seu germà Khande Rao Vittal que va destacar a la batalla de Khurda; el 1794 fou succeït pel seu fill Narsingh Khande Rao que va lluitar amb el coronel Wallace a Khandesh contra els bhils. El 1800 formaven l'estat unes 20 poblacions; el districte de Khandesh el posseïa com a general en cap de l'exèrcit del peshwa, i el poder del sobirà era similar als dels Holkar o Sindhia. El 1803 fou confirmat pels britànics en les possessions de Nasik. Els seus descendents el van posseir fins a la meitat del segle XX. El sobirà era un sardar de primera classe i tenia poder de magistrat de primera classe.